# Faces (film)
Faces är en amerikansk film från 1968, regisserad av John Cassavetes. Filmen nominerades till två Oscar.

## Handling
Affärsmannen Richard Forst (John Marley) är missnöjd med sitt äktenskap och tillbringar en natt hos den prostituerade Jeannie Rapp (Gena Rowlands). Han berusar sig och roar sig med henne. Hans fru Maria (Lynn Carlin) går samma kväll ut med sina väninnor. De träffar en yngre man, Chet (Seymour Cassel), och tar med honom till Marias och Richards hus. Kvinnorna roar sig med Chet men drabbas också av skuldkänslor. När de övriga kvinnorna har åkt blir Chet kvar med Maria. Under natten tar Maria en överdos sömntabletter och räddas sedan till livet av Chet. Dagen efter kommer Richard tillbaka hem efter en glad natt med Jeannie och upptäcker Chet. Han blir mycket upprörd över att hans fru är en äktenskapsbryterska. 

## Rollista
| John Marley         | – Richard Forst  |
| Gena Rowlands       | – Jeannie Rapp   |
| Lynn Carlin         | – Maria Forst    |
| Fred Draper         | – Freddie Draper |
| Seymour Cassel      | – Chet           |
| Val Avery           | – Jim McCarthy   |
| Dorothy Gulliver    | – Florence       |
| Joanne Moore Jordan | – Louise Draper  |
| Darlene Conley      | – Billy Mae      |
| Gene Darfler        | – Joe Jackson    |
| Elizabeth Deering   | – Stella         |